# Ордынский, Василий Сергеевич
Васи́лий Серге́евич Орды́нский (6 апреля 1923 Кострома — 4 ноября 1985, Москва) — советский кинорежиссёр, сценарист и киноактёр, народный артист РСФСР (1974).

## Биография
Родился в Костроме. С началом войны принимал участие в строительстве оборонительных сооружений под Калугой, а в августе 1941 года призван в Красную армию. После окончания пехотного военного училища в Стерлитамаке, с июня 1942 года — на фронте. Командир огневого взвода миномётной роты 286-го отдельного моторизованного батальона особого назначения. Воевал на Воронежском и 1-м Белорусском фронтах. Был тяжело ранен, после лечения был направлен в военное училище в качестве командира взвода курсантов, затем вернулся на фронт. Войну закончил в Германии в звании старшего лейтенанта. Был демобилизован в 1948 году.
В 1954 году окончил режиссёрский факультет ВГИКа, мастерская С. А. Герасимова и Т. Ф. Макаровой.
В 1960—1980-х годах руководил художественным советом на Высших курсах сценаристов и режиссёров, читал курс лекций «Кинорежиссура», «Монтаж».
Снимался в эпизодических ролях.
Член КПСС с 1952 года, член Союза кинематографистов СССР (Москва).
Скончался 4 ноября 1985 года в Москве. Похоронен на Кунцевском кладбище.

### Семья
Первая жена — Людмила Гурченко (1935—2011). В брак с кинорежиссёром актриса вступила в возрасте 18 лет, о чём свидетельствует её однокурсница по ВГИКу и близкая подруга, актриса Зинаида Кириенко. Брак продолжался около года. Ни Ордынский, ни Гурченко публично об этом браке не рассказывали.
Вторая жена (с 1964 года) — Марианна Вальтеровна Рооз (1924—2000), редактор «Мосфильма». В этом браке родилась дочь Екатерина, сыгравшая эпизодическую роль в телесериале «Хождение по мукам».

## Фильмография

### Режиссёр
- 1954 — Переполох (совместно с Я. Сегелем)
- 1955 — Секрет красоты
- 1956 — Человек родился
- 1957 — Четверо
- 1959 — Сверстницы
- 1960 — Тучи над Борском
- 1962 — У твоего порога
- 1964 — Большая руда
- 1967 — Если дорог тебе твой дом (документальный)
- 1968 — Первая любовь
- 1970 — Красная площадь
- 1977 — Хождение по мукам
- 1981 — Через Гоби и Хинган (СССР — МНР; совместно с Б. Сумху)
- 1984 — Через все годы

### Сценарист
- 1954 — Переполох
- 1955 — В Советском Союзе / In the Soviet Union (документальный)
- 1967 — Если дорог тебе твой дом (документальный)
- 1968 — Первая любовь
- 1977 — Хождение по мукам
- 1981 — Через Гоби и Хинган (СССР — МНР; совместно с В. Труниным, Л. Тудэвом)
- 1984 — Через все годы

### Актёр
- 1962 — У твоего порога — эпизодическая роль офицера
- 1968 — Щит и меч (фильм второй) — политрук
- 1967 — Если дорог тебе твой дом — голос за кадром
- 1977 — Хождение по мукам — закадровый текст / член подпольной организации

## Награды и звания
- орден Отечественной войны I степени (1 мая 1945 года)[11];
- медаль «За взятие Берлина» (9 июня 1945 года)[2];
- медаль «За победу над Германией в Великой Отечественной войне 1941-1945 гг.» (1945)[2];
- Почётный диплом за фильм «У твоего порога» на МКФ в Сан-Франциско (1964);
- заслуженный деятель искусств РСФСР (26 ноября 1965 года) — за заслуги в области советского киноискусства[12];
- Почётный диплом на МКФ в Оберхаузене (ФРГ, 1968) за фильм «Если дорог тебе твой дом» (1967)[3];
- народный артист РСФСР (28 марта 1974 года)[8];
- орден Октябрьской Революции (19 мая 1981 года)[13];
- Особый приз «За создание фильма, посвящённого совместной борьбе советского и монгольского народов против сил империализма» — за фильм «Через Гоби и Хинган» на ВКФ в Таллине (1982)[8];
- Приз министерства обороны СССР за фильм «Через Гоби и Хинган» (1982)[14];
- Государственная премия МНР за фильм «Через Гоби и Хинган» (1982)[3];
- Приз Советского комитета солидарности стран Азии и Африки — за фильм «Через Гоби и Хинган» МКФ стран Азии и Африки в Ташкенте (1982);
- орден Отечественной войны II степени (6 апреля 1985 года)[15].